# Фримцис, Роберт
Роберт Фримцис (англ. Robert Frimtzis, род. 1 сентября 1930, Бельцы) — американский инженер, деятель космонавтики.

## Биография
Роберт Фримцис родился в 1930 году в Бельцах, ныне Молдова.
Во время войны находился в эвакуации в Средней Азии, его отец служил в РККА, был ранен в Сталинградской битве. 
После войны незаконно бежал через советскую границу в Румынию, пытался репатриироваться в Эрец-Исраэль, но ему это не удалось, и он переправился в Венгрию, а затем Италию.
В 1950 году добрался до Америки, где в 1956 году получил степень бакалавра в Городском колледже Нью-Йорка и степень магистра в области электротехники в 1960 году Колумбийском университете, без окончания средней школы.
Затем участвовал разработке имитаторов полёта для самолетов Boeing 707 и Douglas DC7 в подразделении электроники Electronics Division компании Curtiss-Wright. Позже в «Emerson Radio» и «Phonograph Co.» выполнил проектирование систем для симулятора радиолокационного управления пожарной сигнализации Хьюза MG-13 с целью обучения радиолокационных операторов на истребителе F101B.
Позднее в General Dynamics, Astronautics (GDA) в Сан-Диего возглавил исследование «Исследование лунного транспортного средства» (Lunar Vehicle Gudiance Study).
В 1962 году в North American Aviation (Rockwel в Дауни, штат Калифорния, занимался исследованиями в области управления и контроля для передовых систем. Позже, будучи руководителем проекта симулятора миссии Apollo (AMS), устройства, предназначенное для обучения астронавтов для полета на Луну, тесно сотрудничал с Нилом Армстронгом. Позднее руководил разработкой временных рамок, определяющих все виды деятельности, которые должны были выполнять три астронавта в правильной хронологической последовательности для каждой миссии «Аполлон».
В 1966 году в Hughes Aircraft Company (HAC) в Эль-Сегундо, Калифорния, был помощником менеджера отдела анализа траектории программы Surveyor. Отдел разработал траектории для всех полетов космических аппаратов Surveyor. Кроме того, руководил экспериментом «Liftoff and Translation». Занимался вопросами прилунения. 
В 1984 году Фримцис с женой, инженером-механиком, основали в Торрансе, штат Калифорния, RFA Associates Inc., компанию по разработке программного обеспечения, заключив контракт с крупными аэрокосмическими компаниями, такими как TRW, Hughes, Rockwell и Northrop.

## Основные труды
- Frimtzis, Robert. 2008. From Tajikistan to the Moon: a Story of Tragedy, Survival and Triumph of the Human Spirit. Rancho Santa Fe, CA: Eclipse Publishing.